# Kockelsbergtunnel
Der Kockelsbergtunnel ist ein geplanter Eisenbahntunnel der Bahnstrecke Berlin–Dresden in Sachsen. Er soll zwischen Weinböhla und Böhla den 196 m hohen Kockelsberg unterqueren und trägt daher seinen Namen.
Das Bauwerk soll gegenüber der Bestandsstrecke eine Geschwindigkeitsanhebung von 120 auf 200 km/h ermöglichen und den Weg um ca. 1,1 Kilometer und die Fahrzeit im Schienenpersonenfernverkehr um zwei Minuten verkürzen.
Im Rahmen der Vorplanung wurden bis 2020 Kosten von rund 300 Millionen Euro ermittelt.

## Lage und Verlauf
Die neue Trasse, in deren Rahmen der Tunnel entstehen soll, soll sich nördlich des Bahnhofs Weinböhla (Streckenkilometer 18,8) von der Bestandsstrecke lösen. Der 2.220 m lange Kockelsbergtunnel soll zwischen den km 20,170 und 22,390 entstehen. Der neue Streckenabschnitt bindet beim km 24,4, bei Böhla an den Bestand an. Der Tunnel steigt laut bisheriger Planung mit 4 Promille in nördlicher Richtung an.
Die beiden Gleise sollen in zwei getrennten Röhren liegen, die über sechs Querschläge miteinander verbunden werden sollen. An beiden Portalen sind Rettungsplätze mit einer Fläche von wenigstens 1500 m² geplant. Am nördlichen Ende des Neubauabschnitts ist eine Überleitstelle mit vier im abzweigenden Strang mit 100 km/h befahrbaren Weichen geplant.
Die nördlichen 270 m sowie die südlichen 190 m sollen in offener Bauweise entstehen.

## Geschichte
Der zwei Kilometer lange Tunnel war bereits 1992 Teil einer mit 200 km/h befahrbaren Ausbaustrecke zwischen Leipzig und Dresden, deren Fertigstellung war zunächst zum 31. Dezember 1998 geplant.
Um 2012 war in diesem Bereich ein Einschnitt (Silberberg) mit einem etwa 350 m langen Tunnel geplant.
Das Bundesverkehrsministerium prüfte um 2018 die Kockelsbergbegradigung, mit der die Fahrzeit zwischen Dresden und Berlin bzw. Leipzig um etwa fünf Minuten verkürzt werden könne. 2020 wurde die mögliche Fahrzeitverkürzung durch den Tunnel, der eine von zwei Hauptvarianten im Zuge einer laufenden Vorplanung war, mit zwei Minuten angegeben. Mit dem Tunnel, der Ende 2020 als Vorzugsvariante verfolgt wurde, soll ferner der Weg um ca. 1,1 Kilometer verkürzt und die Streckennutzung durch schwerere Güterzüge ermöglicht werden. Anfang 2021 war der zwei Kilometer lange Tunnel schließlich Bestandteil der Planung.
Im April 2021 schrieb die Deutsche Bahn Baugrunduntersuchungen für den Streckenabschnitt aus.
Der Baubeginn ist für nach 2030 geplant.